# Venta de esclavos en El Cairo
El mercado de esclavos o Venta de esclavos en El Cairo (en el original en francés, Vente d'esclaves au Caire) es una pintura al óleo sobre lienzo de 1871 del artista francés Jean-Léon Gérôme, actualmente conservada en el Museo de Arte de Cincinnati.

## Historia
Jean-Léon Gérôme fue el pintor orientalista más exitoso e influyente de Francia en la segunda mitad del siglo XIX. Era muy realista: rostros, cuerpos, edificios y paisajes estaban representados con precisión. Sus temas también incluyeron escenas exóticas y erotizadas de esclavas y harenes en un "Oriente" visto como un lugar de misterio, sensualidad e incluso decadencia.
La esclavitud y los mercados de esclavos todavía estaban presentes en Egipto en 1870, cuando Gérôme viajó a Oriente. Vio personalmente uno de estos mercados y decidió representar en un cuadro este cruel comercio de seres humanos, con una mezcla de piedad y lujuria. Una versión más pequeña del cuadro se exhibió en la exposición Le Modèle noir, de Géricault à Matisse, celebrada en el Museo de Orsay de París del 26 de marzo al 21 de julio de 2019. 

## Descripción
La pintura representa un mercado de esclavos ubicado en una calle de El Cairo. Un grupo de mujeres, listas para ser vendidas, se encuentran frente a una pared, mientras el mercader sentado en el interior mira por la ventana-mostrador observándolas de cerca. Las esclavas están cubiertas de polvo y sus cuerpos están cubiertos de harapos. Cuatro de las mujeres están sentadas sobre una alfombra a lo largo de la acera de la calle, a excepción de dos: una mujer que sostiene a su pequeño hijo en brazos y una joven morena desnudada, su túnica roja bajo sus pies, cubierta únicamente por su largo cabello negro. Gérôme, siendo un pintor orientalista, pretendía representar tanto la desesperación de las esclavas, esperando ser vendidas, como las poses sensuales de los personajes y el desnudo estético. El tema de la esclavitud será retomado en otros cuadros del mismo artista, incluidos dos ambientados en la Antigua Roma (Venta de esclavos en Roma y El mercado romano de esclavos, ambos de 1884).

## Versión reducida

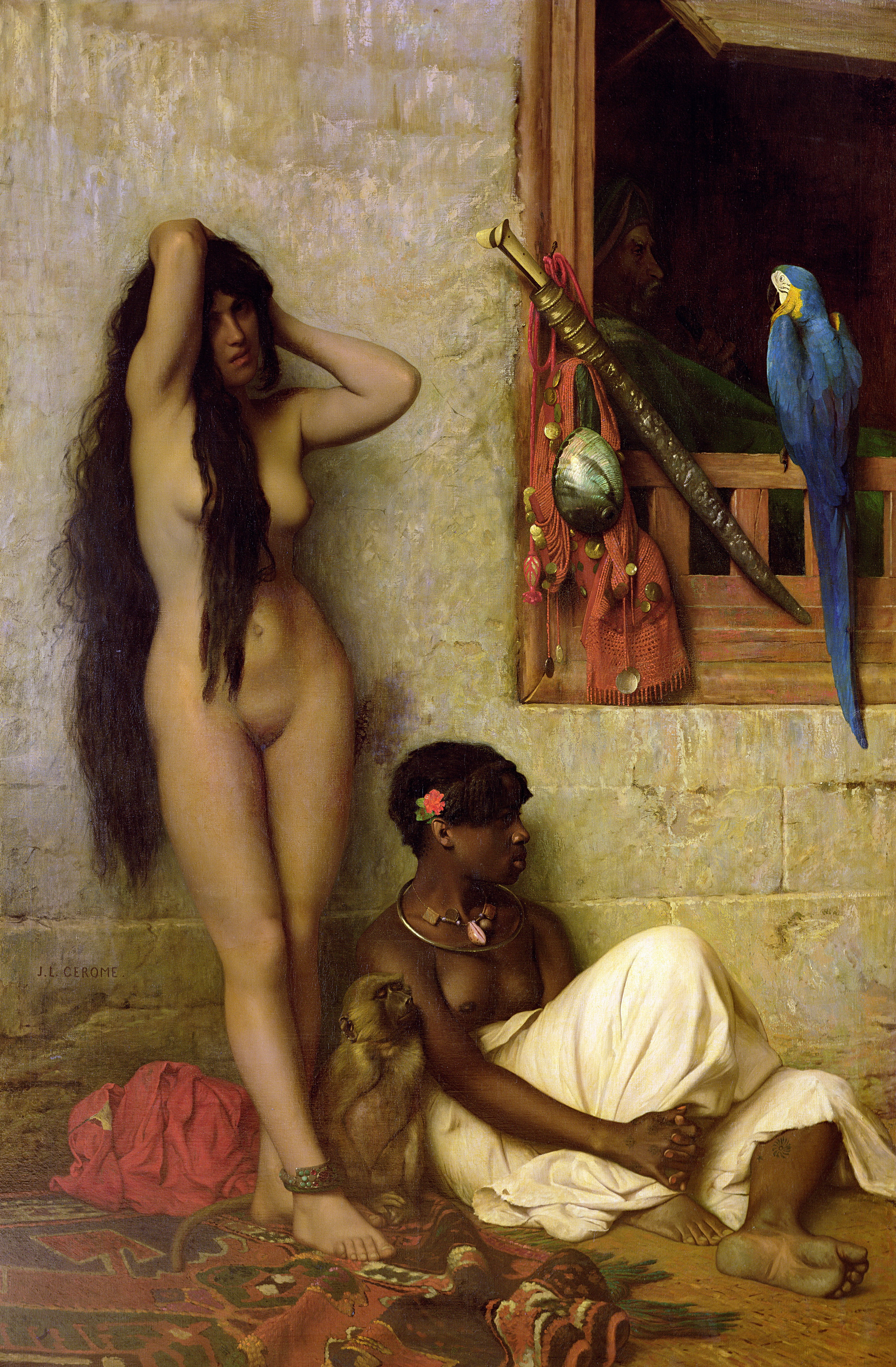
La versión reducida del cuadro.

Existe una segunda versión más pequeña del cuadro que data de 1873. En esta versión, que se centra en la parte inferior izquierda, a los pies de la mujer desnuda de la izquierda están sentados una joven negra y un mono, mientras que en la ventana hay un loro. Esta versión más pequeña del cuadro está descrita por el escritor Giovanni Faldella en su libro A Viena. Viaje con el lápiz:

Por el susodicho Jerôme [sic] tenemos un desnudo, que no es sensual, sino intelectual y moral, incluso hace llorar. Se titula: En venta. Es una mora puesta en el mercado, una criatura humana, hecha de la misma materia que los pontífices y los emperadores, una mujer que podría y querría ser hija, esposa y madre, y no será ninguna de estas cosas, no será familia, no será lo que todos los fragmentos de la humanidad tienen derecho a ser, será esclava. A sus pies hay una negra, que no se da cuenta de su abyección, sino que está contenta por la flor roja que se pavonea en su cabeza rizada: a su lado un pequeño mono serio como un juez en funciones, y el más feliz de todos, un loro tremendamente azul y demasiado querido por su amo como para correr el riesgo de ser vendido.
Giovanni Faldella, A Vienna. Gita con il lapis, pp. 200-201